# 5756 Wassenbergh
5756 Wassenbergh è un asteroide della fascia principale. Scoperto nel 1960, presenta un'orbita caratterizzata da un semiasse maggiore pari a 2,5819150 UA e da un'eccentricità di 0,2271887, inclinata di 7,58612° rispetto all'eclittica.